# Puchar CEV w piłce siatkowej mężczyzn (2000/2001)
Puchar CEV siatkarzy 2000/2001 – 21. sezon Pucharu CEV rozgrywanego od 1980 roku, organizowanego przez Europejską Konfederację Piłki Siatkowej (CEV) w ramach europejskich pucharów dla męskich klubowych zespołów siatkarskich „starego kontynentu”.

## System rozgrywek
Rozgrywki toczyły się najpierw od fazy kwalifikacyjnej, z której zwycięzcy zagrali w fazie grupowej po 4 zespoły w każdej grupie. Zespoły z pierwszych miejsc zagrały w kolejnym etapie. W 1/8 finału i ćwierćfinałach drużyny podzielone zostały na pary. Każda z par rozegrała po dwa spotkania. O awansie decydowały kolejno: liczba wygranych spotkań, liczba wygranych setów, liczba zdobytych małych punktów. Zwycięzcy ćwierćfinałów awansowali do turnieju finałowego, w którym rozegrano półfinały, mecz o 3. miejsce i finał.
Źródło: 

## Drużyny uczestniczące
| Państwo              | Kluby                           |
| -------------------- | ------------------------------- |
| Albania              | Dinamo Tirana                   |
| Austria              | Hagebau Tirol Volleyballteam    |
| Białoruś             | HWK-RUOR Homel                  |
| Bośnia i Hercegowina | OK Bihać                        |
| Bośnia i Hercegowina | OK Sinpos Sarajewo              |
| Cypr                 | Anorthosis Famagusta            |
| Cypr                 | APOEL Nikozja                   |
| Dania                | Holte IF                        |
| Francja              | Tourcoing LM                    |
| Grecja               | Panellinios GS                  |
| Hiszpania            | PTV Telecom Malaga              |
| Holandia             | Alcom Capelle                   |
| Izrael               | Hapoel Jo’aw Kefar Sawa         |
| Jugosławia           | Budvanska Rivijera Budva        |
| Macedonia            | Jugohrom Jegunovce              |
| Macedonia            | Shkëndija Tetowo                |
| Niemcy               | Dürener TV                      |
| Norwegia             | Brøstadbotn IL                  |
| Norwegia             | Kristiansund VBK                |
| Polska               | Kazimierz Płomień Sosnowiec     |
| Słowenia             | Žurbi Team Kamnik               |
| Szwajcaria           | Chênois Genève Volleyball       |
| Szwajcaria           | Lausanne UC                     |
| Turcja               | Ziraat Bankası                  |
| Ukraina              | Jurydyczna akademіja Charków    |
| Włochy               | Casa Modena Unibon              |
| Węgry                | Dunaferr SE                     |
| Węgry                | Szabolcs Gabona-Nyíregyházi VRC |

| Państwo    | Kluby                   |
| ---------- | ----------------------- |
| Austria    | SK Zadruga Aich/Dob     |
| Belgia     | Amber Antwerpen         |
| Belgia     | Noliko Maaseik          |
| Chorwacja  | MOK Rijeka              |
| Czechy     | VK Dukla Liberec        |
| Czechy     | VSC Fatra Zlín          |
| Finlandia  | Napapiirin Palloketut   |
| Finlandia  | Salon Viesti-Trolley    |
| Francja    | Nice VB                 |
| Francja    | Stade Poitevin Poitiers |
| Grecja     | PAOK                    |
| Hiszpania  | Tarragona SPiSP         |
| Holandia   | Cadenz Nesselande       |
| Jugosławia | Milicionar Belgrad      |
| Luksemburg | VC Mamer                |
| Niemcy     | Bayer Wuppertal         |
| Niemcy     | VC Eintracht Mendig     |
| Rosja      | Iskra-RWSN Odincowo     |
| Rosja      | Nieftjanik Jarosław     |
| Portugalia | Esmoriz GC              |
| Słowacja   | VKP Bratislava          |
| Turcja     | Galatasaray             |

| Państwo              | Kluby                  |
| -------------------- | ---------------------- |
| Albania              | Studenti Tirana        |
| Albania              | Teuta Durrës           |
| Białoruś             | Kamunalnik Grodno      |
| Bośnia i Hercegowina | OK Kakanj              |
| Cypr                 | Nea Salamina Famagusta |
| Cypr                 | Pafiakos Pafos         |
| Dania                | Aalborg HIK            |
| Dania                | Mosjøen VBK            |
| Estonia              | ESS Falck Pärnu        |
| Luksemburg           | Volley 80 Pétange      |
| Luksemburg           | Volley Bartreng        |
| Mołdawia             | Speranța Kiszyniów     |

| Państwo | Kluby                                 |
| ------- | ------------------------------------- |
| Grecja  | AO Orestiada                          |
| Polska  | Galaxia Jurajska AZS Bank Częstochowa |
| Włochy  | Bossini Montichiari                   |
| Włochy  | Lube Banca Marche Macerata            |

## Rozgrywki
Wszystkie godziny według czasu lokalnego.

### I runda kwalifikacyjna
| Data                                                      | Godz. | Drużyna 1                       | Wynik | Drużyna 2                | 1     | 2     | 3     | 4     | 5     | Małe punkty | Widzów | *      |
| --------------------------------------------------------- | ----- | ------------------------------- | ----- | ------------------------ | ----- | ----- | ----- | ----- | ----- | ----------- | ------ | ------ |
| 14.10.2000                                                | 15:30 | Ziraat Bankası                  | 3:0   | Panellinios GS           | 26:24 | 26:24 | 25:19 |       |       | 139:144     | 2000   | raport |
| 21.10.2000                                                | 19:00 | Ziraat Bankası                  | 0:3   | Panellinios GS           | 16:25 | 25:27 | 21:25 |       |       | 139:144     | 1000   | raport |
| 14.10.2000                                                | 18:00 | Jurydyczna akademіja Charków    | 3:0   | Dunaferr SE              | 25:15 | 25:12 | 25:15 |       |       |             | 300    | raport |
| 22.10.2000                                                | 16:00 | Jurydyczna akademіja Charków    | 3:1   | Dunaferr SE              | 25:14 | 27:25 | 21:25 | 25:22 |       | 200         | raport |        |
| 14.10.2000                                                | 20:00 | APOEL                           | 1:3   | OK Bihać                 | 25:22 | 16:25 | 16:25 | 18:25 |       |             |        | raport |
| 15.10.2000                                                | 20:00 | APOEL                           | 1:3   | OK Bihać                 | 22:25 | 17:25 | 25:19 | 21:25 |       |             | raport |        |
| Oba mecze na Cyprze.                                      |       |                                 |       |                          |       |       |       |       |       |             |        |        |
| 20.10.2000                                                | 20:00 | Tourcoing LM                    | 3:0   | Dinamo Tirana            | 25:19 | 25:14 | 25:17 |       |       |             | 400    | raport |
| 21.10.2000                                                | 20:00 | Tourcoing LM                    | 3:0   | Dinamo Tirana            | 25:16 | 25:18 | 25:16 |       |       | 500         | raport |        |
| Oba mecze we Francji.                                     |       |                                 |       |                          |       |       |       |       |       |             |        |        |
| 19.10.2000                                                | 20:30 | Hapoel Jo’aw Kefar Sawa         | 1:3   | Casa Modena Unibon       | 20:25 | 25:23 | 20:25 | 20:25 |       |             | 700    | raport |
| 20.10.2000                                                | 20:30 | Hapoel Jo’aw Kefar Sawa         | 1:3   | Casa Modena Unibon       | 25:21 | 15:25 | 11:25 | 13:25 |       | 2000        | raport |        |
| Oba mecze we Włoszech.                                    |       |                                 |       |                          |       |       |       |       |       |             |        |        |
| 14.10.2000                                                | 20:00 | Chênois Genève Volleyball       | 3:2   | Shkëndija Tetowo         | 23:25 | 25:20 | 23:25 | 25:17 | 15:12 |             | 485    | raport |
| 21.10.2000                                                | 19:00 | Chênois Genève Volleyball       | 3:2   | Shkëndija Tetowo         | 21:25 | 24:26 | 25:21 | 25:22 | 18:16 | 2000        | raport |        |
| 14.10.2000                                                | 13:00 | PTV Telecom Malaga              | 3:2   | Žurbi Team Kamnik        | 23:25 | 20:25 | 28:26 | 27:25 | 15:10 |             | 500    | raport |
| 21.10.2000                                                | 20:00 | PTV Telecom Malaga              | 3:2   | Žurbi Team Kamnik        | 25:23 | 18:25 | 25:23 | 24:26 | 15:9  | 600         | raport |        |
| 14.10.2000                                                | 18:00 | Brøstadbotn IL                  | 0:3   | Budvanska Rivijera Budva | 13:25 | 19:25 | 10:25 |       |       |             |        | raport |
| 15.10.2000                                                | 18:00 | Brøstadbotn IL                  | 0:3   | Budvanska Rivijera Budva | 14:25 | 20:25 | 14:25 |       |       |             | raport |        |
| Oba mecze w Jugosławii.                                   |       |                                 |       |                          |       |       |       |       |       |             |        |        |
| 14.10.2000                                                | 17:00 | HWK-RUOR Homel                  | 3:0   | Kristiansund VBK         | 25:19 | 25:11 | 25:16 |       |       |             | 1200   | raport |
| 21.10.2000                                                | 19:00 | HWK-RUOR Homel                  | 3:2   | Kristiansund VBK         | 25:20 | 25:21 | 24:26 | 20:25 | 15:12 | 182         | raport |        |
| 20.10.2000                                                | 20:00 | Nyíregyházi VSC-Szabolcs Gabona | 1:3   | Alcom Capelle            | 25:21 | 15:25 | 24:26 | 16:25 |       |             | 600    | raport |
| 21.10.2000                                                | 20:00 | Nyíregyházi VSC-Szabolcs Gabona | 1:3   | Alcom Capelle            | 23:25 | 20:25 | 25:21 | 13:25 |       | 250         | raport |        |
| Oba mecze w Holandii.                                     |       |                                 |       |                          |       |       |       |       |       |             |        |        |
| —                                                         | —     | Kazimierz Płomień Sosnowiec     | 0:3   | Holte IF                 | 0:25  | 0:25  | 0:25  |       |       |             | —      | raport |
| —                                                         | —     | Kazimierz Płomień Sosnowiec     | 0:3   | Holte IF                 | 0:25  | 0:25  | 0:25  |       |       | —           | raport |        |
| Klub Kazimierz Płomień Sosnowiec wycofał się z rozgrywek. |       |                                 |       |                          |       |       |       |       |       |             |        |        |
| 14.10.2000                                                | 17:00 | Jugohrom Jegunovce              | 0:3   | Lausanne UC              | 15:25 | 17:25 | 14:25 |       |       |             | 500    | raport |
| 15.10.2000                                                | 17:00 | Jugohrom Jegunovce              | 0:3   | Lausanne UC              | 17:25 | 18:25 | 20:25 |       |       | 500         | raport |        |
| Oba mecze w Szwajcarii.                                   |       |                                 |       |                          |       |       |       |       |       |             |        |        |
| 21.10.2000                                                | 17:00 | Anorthosis Famagusta            | 3:1   | OK Sinpos Sarajewo       | 25:21 | 23:25 | 25:16 | 25:23 |       |             | 150    | raport |
| 22.10.2000                                                | 16:00 | Anorthosis Famagusta            | 3:1   | OK Sinpos Sarajewo       | 20:25 | 25:20 | 25:14 | 25:22 |       | 650         | raport |        |
| Oba mecze na Cyprze.                                      |       |                                 |       |                          |       |       |       |       |       |             |        |        |
| 14.10.2000                                                | 19:00 | Hagebau Tirol Volleyballteam    | 3:2   | Dürener TV               | 25:19 | 22:25 | 22:25 | 25:18 | 15:4  |             | 700    | raport |
| 21.10.2000                                                | 19:30 | Hagebau Tirol Volleyballteam    | 3:1   | Dürener TV               | 23:25 | 25:17 | 25:20 | 31:29 |       | 650         | raport |        |
| Po lewej gospodarze pierwszych meczów.                    |       |                                 |       |                          |       |       |       |       |       |             |        |        |

### II runda kwalifikacyjna

#### Turniej 1
Miejsce:  Zlin
Tabela
| Lp. | Drużyna                      | Pkt | Mecze | Mecze | Mecze | Sety | Sety | Sety  | Małe punkty | Małe punkty | Małe punkty |
| Lp. | Drużyna                      | Pkt | M     | W     | P     | wyg. | prz. | ratio | zdob.       | str.        | ratio       |
| --- | ---------------------------- | --- | ----- | ----- | ----- | ---- | ---- | ----- | ----------- | ----------- | ----------- |
| 1   | Iskra-RWSN Odincowo          | 6   | 3     | 3     | 0     | 9    | 4    | 2.250 | 287         | 265         | 1.083       |
| 2   | VSC Fatra Zlín               | 5   | 3     | 2     | 1     | 8    | 4    | 2.000 | 274         | 246         | 1.114       |
| 3   | Jurydyczna akademіja Charków | 4   | 3     | 1     | 2     | 6    | 6    | 1.000 | 257         | 258         | 0.996       |
| 4   | Speranța Kiszyniów           | 3   | 3     | 0     | 3     | 0    | 9    | 0.000 | 176         | 225         | 0.782       |

Źródło: CEV (ang.)
Zasady ustalania kolejności: 1. liczba zdobytych punktów; 2. wyższy stosunek setów; 3. wyższy stosunek małych punktów.
Punktacja: zwycięstwo – 2 pkt; porażka – 1 pkt
Wyniki
| Data       | Godz. | Drużyna 1                    | Wynik | Drużyna 2                    | 1     | 2     | 3     | 4     | 5     | Widzów | *      |
| ---------- | ----- | ---------------------------- | ----- | ---------------------------- | ----- | ----- | ----- | ----- | ----- | ------ | ------ |
| 24.11.2000 | 17:00 | Iskra-RWSN Odincowo          | 3:2   | VSC Fatra Zlín               | 19:25 | 20:25 | 25:20 | 25:23 | 16:14 |        | raport |
| 24.11.2000 | 19:00 | Jurydyczna akademіja Charków | 3:0   | Speranța Kiszyniów           | 25:22 | 25:15 | 25:22 |       |       |        | raport |
| 25.11.2000 | 17:00 | VSC Fatra Zlín               | 3:0   | Speranța Kiszyniów           | 25:19 | 25:15 | 25:20 |       |       |        | raport |
| 25.11.2000 | 19:00 | Iskra-RWSN Odincowo          | 3:2   | Jurydyczna akademіja Charków | 25:19 | 22:25 | 20:25 | 25:18 | 15:8  |        | raport |
| 26.11.2000 | 17:00 | Jurydyczna akademіja Charków | 1:3   | VSC Fatra Zlín               | 20:25 | 25:17 | 19:25 | 23:25 |       | 600    | raport |
| 26.11.2000 | 19:00 | Speranța Kiszyniów           | 0:3   | Iskra-RWSN Odincowo          | 19:25 | 21:25 | 23:25 |       |       | 560    | raport |

#### Turniej 2
Miejsce:  Rijeka
Tabela
| Lp. | Drużyna         | Pkt | Mecze | Mecze | Mecze | Sety | Sety | Sety  | Małe punkty | Małe punkty | Małe punkty |
| Lp. | Drużyna         | Pkt | M     | W     | P     | wyg. | prz. | ratio | zdob.       | str.        | ratio       |
| --- | --------------- | --- | ----- | ----- | ----- | ---- | ---- | ----- | ----------- | ----------- | ----------- |
| 1   | Bayer Wuppertal | 6   | 3     | 3     | 0     | 9    | 3    | 3.000 | 278         | 255         | 1.090       |
| 2   | Panellinios GS  | 5   | 3     | 2     | 1     | 8    | 3    | 2.667 | 257         | 213         | 1.207       |
| 3   | MOK Rijeka      | 4   | 3     | 1     | 2     | 3    | 6    | 0.500 | 199         | 200         | 0.995       |
| 4   | Aalborg HIK     | 3   | 3     | 0     | 3     | 1    | 9    | 0.111 | 187         | 253         | 0.739       |

Źródło: CEV (ang.)
Zasady ustalania kolejności: 1. liczba zdobytych punktów; 2. wyższy stosunek setów; 3. wyższy stosunek małych punktów.
Punktacja: zwycięstwo – 2 pkt; porażka – 1 pkt
Wyniki
| Data       | Godz. | Drużyna 1       | Wynik | Drużyna 2       | 1     | 2     | 3     | 4     | 5     | Widzów | *      |
| ---------- | ----- | --------------- | ----- | --------------- | ----- | ----- | ----- | ----- | ----- | ------ | ------ |
| 24.11.2000 | 16:00 | Bayer Wuppertal | 3:2   | Panellinios GS  | 25:23 | 26:24 | 12:25 | 21:25 | 15:10 |        | raport |
| 24.11.2000 | 18:00 | Aalborg HIK     | 0:3   | Panellinios GS  | 18:25 | 14:25 | 21:25 |       |       |        | raport |
| 25.11.2000 | 16:00 | Aalborg HIK     | 0:3   | Panellinios GS  | 18:25 | 14:25 | 21:25 |       |       |        | raport |
| 25.11.2000 | 18:00 | MOK Rijeka      | 0:3   | Bayer Wuppertal | 19:25 | 20:25 | 24:26 |       |       |        | raport |
| 26.11.2000 | 16:00 | Bayer Wuppertal | 3:1   | Aalborg HIK     | 25:12 | 28:30 | 25:22 | 25:21 |       | 100    | raport |
| 26.11.2000 | 18:00 | Panellinios GS  | 3:0   | MOK Rijeka      | 25:16 | 25:22 | 25:23 |       |       | 300    | raport |

#### Turniej 3
Miejsce:  Bleiburg
Tabela
| Lp. | Drużyna             | Pkt | Mecze | Mecze | Mecze | Sety | Sety | Sety  | Małe punkty | Małe punkty | Małe punkty |
| Lp. | Drużyna             | Pkt | M     | W     | P     | wyg. | prz. | ratio | zdob.       | str.        | ratio       |
| --- | ------------------- | --- | ----- | ----- | ----- | ---- | ---- | ----- | ----------- | ----------- | ----------- |
| 1   | Tourcoing LM        | 6   | 3     | 3     | 0     | 9    | 0    | MAX   | 225         | 153         | 1.471       |
| 2   | SK Zadruga Aich/Dob | 5   | 3     | 2     | 1     | 6    | 4    | 1.500 | 231         | 210         | 1.100       |
| 3   | OK Bihać            | 4   | 3     | 1     | 2     | 3    | 8    | 0.375 | 219         | 252         | 0.869       |
| 4   | Volley 80 Pétange   | 3   | 3     | 0     | 3     | 3    | 9    | 0.333 | 227         | 287         | 0.791       |

Źródło: CEV (ang.)
Zasady ustalania kolejności: 1. liczba zdobytych punktów; 2. wyższy stosunek setów; 3. wyższy stosunek małych punktów.
Punktacja: zwycięstwo – 2 pkt; porażka – 1 pkt
Wyniki
| Data       | Godz. | Drużyna 1           | Wynik | Drużyna 2           | 1     | 2     | 3     | 4     | 5     | Widzów | *      |
| ---------- | ----- | ------------------- | ----- | ------------------- | ----- | ----- | ----- | ----- | ----- | ------ | ------ |
| 24.11.2000 | 17:00 | OK Bihać            | 0:3   | Tourcoing LM        | 20:25 | 13:25 | 17:25 |       |       |        | raport |
| 24.11.2000 | 19:30 | SK Zadruga Aich/Dob | 3:1   | Volley 80 Pétange   | 25:19 | 23:25 | 25:23 | 25:13 |       |        | raport |
| 25.11.2000 | 17:00 | Tourcoing LM        | 3:0   | Volley 80 Pétange   | 25:16 | 25:20 | 25:9  |       |       |        | raport |
| 25.11.2000 | 19:30 | OK Bihać            | 0:3   | SK Zadruga Aich/Dob | 17:25 | 22:25 | 16:25 |       |       |        | raport |
| 26.11.2000 | 15:00 | Volley 80 Pétange   | 2:3   | OK Bihać            | 25:22 | 29:27 | 20:25 | 18:25 | 10:15 | 100    | raport |
| 26.11.2000 | 18:00 | SK Zadruga Aich/Dob | 0:3   | Tourcoing LM        | 19:25 | 17:25 | 22:25 |       |       | 400    | raport |

#### Turniej 4
Miejsce:  Mendig
Tabela
| Lp. | Drużyna                  | Pkt | Mecze | Mecze | Mecze | Sety | Sety | Sety  | Małe punkty | Małe punkty | Małe punkty |
| Lp. | Drużyna                  | Pkt | M     | W     | P     | wyg. | prz. | ratio | zdob.       | str.        | ratio       |
| --- | ------------------------ | --- | ----- | ----- | ----- | ---- | ---- | ----- | ----------- | ----------- | ----------- |
| 1   | Budvanska Rivijera Budva | 6   | 3     | 3     | 0     | 9    | 4    | 2.250 | 308         | 259         | 1.189       |
| 2   | VC Eintracht Mendig      | 5   | 3     | 2     | 1     | 7    | 6    | 1.167 | 277         | 270         | 1.026       |
| 3   | Napapiirin Palloketut    | 4   | 3     | 1     | 2     | 7    | 6    | 1.167 | 289         | 263         | 1.099       |
| 4   | OK Kakanj                | 3   | 3     | 0     | 3     | 2    | 9    | 0.222 | 187         | 269         | 0.695       |

Źródło: CEV (ang.)
Zasady ustalania kolejności: 1. liczba zdobytych punktów; 2. wyższy stosunek setów; 3. wyższy stosunek małych punktów.
Punktacja: zwycięstwo – 2 pkt; porażka – 1 pkt
Wyniki
| Data       | Godz. | Drużyna 1                | Wynik | Drużyna 2                | 1     | 2     | 3     | 4     | 5     | Widzów | *      |
| ---------- | ----- | ------------------------ | ----- | ------------------------ | ----- | ----- | ----- | ----- | ----- | ------ | ------ |
| 24.11.2000 | 16:30 | Budvanska Rivijera Budva | 3:2   | Napapiirin Palloketut    | 28:30 | 25:19 | 21:25 | 25:18 | 17:15 |        | raport |
| 24.11.2000 | 20:00 | OK Kakanj                | 1:3   | VC Eintracht Mendig      | 15:25 | 25:20 | 12:25 | 18:25 |       |        | raport |
| 25.11.2000 | 16:30 | Napapiirin Palloketut    | 3:0   | OK Kakanj                | 25:11 | 25:15 | 25:19 |       |       |        | raport |
| 25.11.2000 | 20:00 | VC Eintracht Mendig      | 1:3   | Budvanska Rivijera Budva | 17:25 | 19:25 | 25:18 | 19:25 |       |        | raport |
| 26.11.2000 | 14:00 | Budvanska Rivijera Budva | 3:1   | OK Kakanj                | 25:17 | 24:26 | 25:12 | 25:17 |       |        | raport |
| 26.11.2000 | 17:00 | VC Eintracht Mendig      | 3:2   | Napapiirin Palloketut    | 15:25 | 25:22 | 20:25 | 25:20 | 17:15 | 1049   | raport |

#### Turniej 5
Miejsce:  Antwerpia
Tabela
| Lp. | Drużyna                   | Pkt | Mecze | Mecze | Mecze | Sety | Sety | Sety  | Małe punkty | Małe punkty | Małe punkty |
| Lp. | Drużyna                   | Pkt | M     | W     | P     | wyg. | prz. | ratio | zdob.       | str.        | ratio       |
| --- | ------------------------- | --- | ----- | ----- | ----- | ---- | ---- | ----- | ----------- | ----------- | ----------- |
| 1   | Amber Antwerpen           | 6   | 3     | 3     | 0     | 9    | 1    | 9.000 | 247         | 180         | 1.372       |
| 2   | Cadenz Nesselande         | 5   | 3     | 2     | 1     | 7    | 4    | 1.750 | 253         | 228         | 1.110       |
| 3   | Chênois Genève Volleyball | 4   | 3     | 1     | 2     | 4    | 6    | 0.667 | 217         | 218         | 0.995       |
| 4   | Volley Bartreng           | 3   | 3     | 0     | 3     | 0    | 9    | 0.000 | 134         | 225         | 0.596       |

Źródło: CEV (ang.)
Zasady ustalania kolejności: 1. liczba zdobytych punktów; 2. wyższy stosunek setów; 3. wyższy stosunek małych punktów.
Punktacja: zwycięstwo – 2 pkt; porażka – 1 pkt
Wyniki
| Data       | Godz. | Drużyna 1                 | Wynik | Drużyna 2                 | 1     | 2     | 3     | 4     | 5 | Widzów | *      |
| ---------- | ----- | ------------------------- | ----- | ------------------------- | ----- | ----- | ----- | ----- | - | ------ | ------ |
| 24.11.2000 | 17:30 | Cadenz Nesselande         | 3:1   | Chênois Genève Volleyball | 25:22 | 25:20 | 17:25 | 25:18 |   |        | raport |
| 24.11.2000 | 20:00 | Amber Antwerpen           | 3:0   | Volley Bartreng           | 25:12 | 25:8  | 25:17 |       |   |        | raport |
| 25.11.2000 | 17:30 | Chênois Genève Volleyball | 0:3   | Amber Antwerpen           | 21:25 | 21:25 | 15:25 |       |   |        | raport |
| 25.11.2000 | 20:00 | Cadenz Nesselande         | 3:0   | Volley Bartreng           | 25:11 | 25:15 | 25:20 |       |   |        | raport |
| 26.11.2000 | 15:00 | Volley Bartreng           | 0:3   | Chênois Genève Volleyball | 19:25 | 19:25 | 13:25 |       |   |        | raport |
| 26.11.2000 | 17:30 | Amber Antwerpen           | 3:1   | Cadenz Nesselande         | 25:22 | 22:25 | 25:21 | 25:18 |   |        | raport |

#### Turniej 6
Miejsce:  Nicea
Tabela
| Lp. | Drużyna            | Pkt | Mecze | Mecze | Mecze | Sety | Sety | Sety  | Małe punkty | Małe punkty | Małe punkty |
| Lp. | Drużyna            | Pkt | M     | W     | P     | wyg. | prz. | ratio | zdob.       | str.        | ratio       |
| --- | ------------------ | --- | ----- | ----- | ----- | ---- | ---- | ----- | ----------- | ----------- | ----------- |
| 1   | Casa Modena Unibon | 6   | 3     | 3     | 0     | 9    | 0    | MAX   | 225         | 157         | 1.433       |
| 2   | Nice VB            | 5   | 3     | 2     | 1     | 6    | 5    | 1.200 | 238         | 233         | 1.021       |
| 3   | PTV Telecom Malaga | 4   | 3     | 1     | 2     | 5    | 6    | 0.833 | 232         | 250         | 0.928       |
| 4   | Kamunalnik Grodno  | 3   | 3     | 0     | 3     | 0    | 9    | 0.000 | 170         | 225         | 0.756       |

Źródło: CEV (ang.)
Zasady ustalania kolejności: 1. liczba zdobytych punktów; 2. wyższy stosunek setów; 3. wyższy stosunek małych punktów.
Punktacja: zwycięstwo – 2 pkt; porażka – 1 pkt
Wyniki
| Data       | Godz. | Drużyna 1          | Wynik | Drużyna 2          | 1     | 2     | 3     | 4     | 5    | Widzów | *      |
| ---------- | ----- | ------------------ | ----- | ------------------ | ----- | ----- | ----- | ----- | ---- | ------ | ------ |
| 24.11.2000 | 18:00 | Casa Modena Unibon | 3:0   | PTV Telecom Malaga | 25:21 | 25:17 | 25:20 |       |      |        | raport |
| 24.11.2000 | 20:30 | Kamunalnik Grodno  | 0:3   | Nice VB            | 19:25 | 17:25 | 23:25 |       |      |        | raport |
| 25.11.2000 | 18:00 | Casa Modena Unibon | 3:0   | Kamunalnik Grodno  | 25:11 | 25:17 | 25:20 |       |      |        | raport |
| 25.11.2000 | 20:30 | Nice VB            | 3:2   | PTV Telecom Malaga | 23:25 | 25:18 | 25:21 | 25:27 | 15:8 |        | raport |
| 26.11.2000 | 15:00 | PTV Telecom Malaga | 3:0   | Kamunalnik Grodno  | 25:22 | 25:18 | 25:22 |       |      |        | raport |
| 26.11.2000 | 17:00 | Nice VB            | 0:3   | Casa Modena Unibon | 18:25 | 15:25 | 17:25 |       |      | 600    | raport |

#### Turniej 7
Miejsce:  Jarosław
Tabela
| Lp. | Drużyna                | Pkt | Mecze | Mecze | Mecze | Sety | Sety | Sety  | Małe punkty | Małe punkty | Małe punkty |
| Lp. | Drużyna                | Pkt | M     | W     | P     | wyg. | prz. | ratio | zdob.       | str.        | ratio       |
| --- | ---------------------- | --- | ----- | ----- | ----- | ---- | ---- | ----- | ----------- | ----------- | ----------- |
| 1   | Nieftjanik Jarosław    | 6   | 3     | 3     | 0     | 9    | 1    | 9.000 | 250         | 184         | 1.359       |
| 2   | Alcom Capelle          | 5   | 3     | 2     | 1     | 6    | 5    | 1.200 | 256         | 234         | 1.094       |
| 3   | VK Dukla Liberec       | 4   | 3     | 1     | 2     | 6    | 6    | 1.000 | 263         | 262         | 1.004       |
| 4   | Nea Salamina Famagusta | 3   | 3     | 0     | 3     | 0    | 9    | 0.000 | 138         | 227         | 0.608       |

Źródło: CEV (ang.)
Zasady ustalania kolejności: 1. liczba zdobytych punktów; 2. wyższy stosunek setów; 3. wyższy stosunek małych punktów.
Punktacja: zwycięstwo – 2 pkt; porażka – 1 pkt
Wyniki
| Data       | Godz. | Drużyna 1              | Wynik | Drużyna 2              | 1     | 2     | 3     | 4     | 5     | Widzów | *      |
| ---------- | ----- | ---------------------- | ----- | ---------------------- | ----- | ----- | ----- | ----- | ----- | ------ | ------ |
| 24.11.2000 | 16:00 | VK Dukla Liberec       | 2:3   | Alcom Capelle          | 21:25 | 25:21 | 25:23 | 19:25 | 12:15 |        | raport |
| 24.11.2000 | 18:00 | Nieftjanik Jarosław    | 3:0   | Nea Salamina Famagusta | 25:6  | 25:12 | 25:10 |       |       |        | raport |
| 25.11.2000 | 16:00 | Nea Salamina Famagusta | 0:3   | Alcom Capelle          | 20:25 | 11:25 | 25:27 |       |       |        | raport |
| 25.11.2000 | 18:00 | Nieftjanik Jarosław    | 3:1   | VK Dukla Liberec       | 25:18 | 17:25 | 25:13 | 32:30 |       |        | raport |
| 26.11.2000 | 16:00 | VK Dukla Liberec       | 3:0   | Nea Salamina Famagusta | 25:17 | 25:14 | 25:23 |       |       |        | raport |
| 26.11.2000 | 18:00 | Alcom Capelle          | 0:3   | Nieftjanik Jarosław    | 23:25 | 24:26 | 23:25 |       |       | 1200   | raport |

#### Turniej 8
Miejsce:  Salo
Tabela
| Lp. | Drużyna              | Pkt | Mecze | Mecze | Mecze | Sety | Sety | Sety  | Małe punkty | Małe punkty | Małe punkty |
| Lp. | Drużyna              | Pkt | M     | W     | P     | wyg. | prz. | ratio | zdob.       | str.        | ratio       |
| --- | -------------------- | --- | ----- | ----- | ----- | ---- | ---- | ----- | ----------- | ----------- | ----------- |
| 1   | Milicionar Belgrad   | 6   | 3     | 3     | 0     | 9    | 1    | 9.000 | 244         | 192         | 1.271       |
| 2   | Salon Viesti-Trolley | 5   | 3     | 2     | 1     | 7    | 3    | 2.333 | 237         | 189         | 1.254       |
| 3   | HWK-RUOR Homel       | 4   | 3     | 1     | 2     | 3    | 6    | 0.500 | 193         | 202         | 0.955       |
| 4   | Studenti Tirana      | 3   | 3     | 0     | 3     | 0    | 9    | 0.000 | 134         | 225         | 0.596       |

Źródło: CEV (ang.)
Zasady ustalania kolejności: 1. liczba zdobytych punktów; 2. wyższy stosunek setów; 3. wyższy stosunek małych punktów.
Punktacja: zwycięstwo – 2 pkt; porażka – 1 pkt
Wyniki
| Data       | Godz. | Drużyna 1            | Wynik | Drużyna 2            | 1     | 2     | 3     | 4     | 5 | Widzów | *      |
| ---------- | ----- | -------------------- | ----- | -------------------- | ----- | ----- | ----- | ----- | - | ------ | ------ |
| 24.11.2000 | 17:00 | Milicionar Belgrad   | 3:0   | HWK-RUOR Homel       | 25:19 | 25:22 | 25:20 |       |   |        | raport |
| 24.11.2000 | 19:30 | Studenti Tirana      | 0:3   | Salon Viesti-Trolley | 11:25 | 17:25 | 10:25 |       |   |        | raport |
| 25.11.2000 | 16:00 | Milicionar Belgrad   | 3:0   | Studenti Tirana      | 25:16 | 25:14 | 25:14 |       |   |        | raport |
| 25.11.2000 | 18:30 | Salon Viesti-Trolley | 3:0   | HWK-RUOR Homel       | 25:21 | 25:15 | 25:21 |       |   |        | raport |
| 26.11.2000 | 14:00 | HWK-RUOR Homel       | 3:0   | Studenti Tirana      | 25:21 | 25:15 | 25:16 |       |   | 150    | raport |
| 26.11.2000 | 16:30 | Salon Viesti-Trolley | 1:3   | Milicionar Belgrad   | 21:25 | 25:19 | 21:25 | 20:25 |   | 600    | raport |

#### Turniej 9
Miejsce:  Stambuł
Tabela
| Lp. | Drużyna                 | Pkt | Mecze | Mecze | Mecze | Sety | Sety | Sety  | Małe punkty | Małe punkty | Małe punkty |
| Lp. | Drużyna                 | Pkt | M     | W     | P     | wyg. | prz. | ratio | zdob.       | str.        | ratio       |
| --- | ----------------------- | --- | ----- | ----- | ----- | ---- | ---- | ----- | ----------- | ----------- | ----------- |
| 1   | Stade Poitevin Poitiers | 6   | 3     | 3     | 0     | 9    | 1    | 9.000 | 254         | 194         | 1.309       |
| 2   | Galatasaray             | 5   | 3     | 2     | 1     | 6    | 4    | 1.500 | 239         | 199         | 1.201       |
| 3   | Holte IF                | 4   | 3     | 1     | 2     | 5    | 6    | 0.833 | 237         | 244         | 0.971       |
| 4   | Teuta Durrës            | 3   | 3     | 0     | 3     | 0    | 9    | 0.000 | 132         | 225         | 0.587       |

Źródło: CEV (ang.)
Zasady ustalania kolejności: 1. liczba zdobytych punktów; 2. wyższy stosunek setów; 3. wyższy stosunek małych punktów.
Punktacja: zwycięstwo – 2 pkt; porażka – 1 pkt
Wyniki
| Data       | Godz. | Drużyna 1               | Wynik | Drużyna 2               | 1     | 2     | 3     | 4     | 5 | Widzów | *      |
| ---------- | ----- | ----------------------- | ----- | ----------------------- | ----- | ----- | ----- | ----- | - | ------ | ------ |
| 24.11.2000 | 16:00 | Stade Poitevin Poitiers | 3:1   | Holte IF                | 25:22 | 25:21 | 25:27 | 25:15 |   |        | raport |
| 24.11.2000 | 18:00 | Teuta Durrës            | 0:3   | Galatasaray             | 14:25 | 13:25 | 16:25 |       |   |        | raport |
| 25.11.2000 | 16:00 | Stade Poitevin Poitiers | 3:0   | Teuta Durrës            | 25:11 | 25:11 | 25:17 |       |   |        | raport |
| 25.11.2000 | 18:00 | Galatasaray             | 3:1   | Holte IF                | 25:20 | 25:20 | 19:25 | 25:12 |   |        | raport |
| 26.11.2000 | 14:00 | Holte IF                | 3:0   | Teuta Durrës            | 25:16 | 25:21 | 25:13 |       |   |        | raport |
| 26.11.2000 | 16:00 | Galatasaray             | 0:3   | Stade Poitevin Poitiers | 23:25 | 20:25 | 27:29 |       |   | 930    | raport |

#### Turniej 10
Miejsce:  Mamer
Tabela
| Lp. | Drużyna         | Pkt | Mecze | Mecze | Mecze | Sety | Sety | Sety  | Małe punkty | Małe punkty | Małe punkty |
| Lp. | Drużyna         | Pkt | M     | W     | P     | wyg. | prz. | ratio | zdob.       | str.        | ratio       |
| --- | --------------- | --- | ----- | ----- | ----- | ---- | ---- | ----- | ----------- | ----------- | ----------- |
| 1   | ESS Falck Pärnu | 6   | 3     | 3     | 0     | 9    | 1    | 9.000 | 256         | 219         | 1.169       |
| 2   | PAOK            | 5   | 3     | 2     | 1     | 7    | 5    | 1.400 | 294         | 263         | 1.118       |
| 3   | Lausanne UC     | 4   | 3     | 1     | 2     | 4    | 6    | 0.667 | 223         | 226         | 0.987       |
| 4   | VC Mamer        | 3   | 3     | 0     | 3     | 1    | 9    | 0.111 | 188         | 253         | 0.743       |

Źródło: CEV (ang.)
Zasady ustalania kolejności: 1. liczba zdobytych punktów; 2. wyższy stosunek setów; 3. wyższy stosunek małych punktów.
Punktacja: zwycięstwo – 2 pkt; porażka – 1 pkt
Wyniki
| Data       | Godz. | Drużyna 1       | Wynik | Drużyna 2       | 1     | 2     | 3     | 4     | 5 | Widzów | *      |
| ---------- | ----- | --------------- | ----- | --------------- | ----- | ----- | ----- | ----- | - | ------ | ------ |
| 24.11.2000 | 17:30 | PAOK            | 3:1   | Lausanne UC     | 25:18 | 25:17 | 23:25 | 27:25 |   | 40     | raport |
| 24.11.2000 | 20:00 | ESS Falck Pärnu | 3:0   | VC Mamer        | 25:22 | 25:21 | 25:22 |       |   | 60     | raport |
| 25.11.2000 | 17:30 | ESS Falck Pärnu | 3:1   | PAOK            | 26:28 | 25:21 | 25:22 | 25:20 |   | 60     | raport |
| 25.11.2000 | 20:00 | Lausanne UC     | 3:0   | VC Mamer        | 25:10 | 25:15 | 25:21 |       |   | 70     | raport |
| 26.11.2000 | 14:30 | Lausanne UC     | 0:3   | ESS Falck Pärnu | 21:25 | 14:25 | 28:30 |       |   | 50     | raport |
| 26.11.2000 | 17:00 | VC Mamer        | 1:3   | PAOK            | 11:25 | 17:25 | 30:28 | 19:25 |   | 70     | raport |

#### Turniej 11
Miejsce:  Tarragona
Tabela
| Lp. | Drużyna                      | Pkt | Mecze | Mecze | Mecze | Sety | Sety | Sety  | Małe punkty | Małe punkty | Małe punkty |
| Lp. | Drużyna                      | Pkt | M     | W     | P     | wyg. | prz. | ratio | zdob.       | str.        | ratio       |
| --- | ---------------------------- | --- | ----- | ----- | ----- | ---- | ---- | ----- | ----------- | ----------- | ----------- |
| 1   | Noliko Maaseik               | 6   | 3     | 3     | 0     | 9    | 1    | 9.000 | 247         | 162         | 1.525       |
| 2   | Hagebau Tirol Volleyballteam | 5   | 3     | 2     | 1     | 7    | 4    | 1.750 | 244         | 229         | 1.066       |
| 3   | Tarragona SPiSP              | 4   | 3     | 1     | 2     | 4    | 6    | 0.667 | 209         | 237         | 0.882       |
| 4   | Pafiakos Pafos               | 3   | 3     | 0     | 3     | 0    | 9    | 0.000 | 153         | 225         | 0.680       |

Źródło: CEV (ang.)
Zasady ustalania kolejności: 1. liczba zdobytych punktów; 2. wyższy stosunek setów; 3. wyższy stosunek małych punktów.
Punktacja: zwycięstwo – 2 pkt; porażka – 1 pkt
Wyniki
| Data       | Godz. | Drużyna 1                    | Wynik | Drużyna 2                    | 1     | 2     | 3     | 4     | 5 | Widzów | *      |
| ---------- | ----- | ---------------------------- | ----- | ---------------------------- | ----- | ----- | ----- | ----- | - | ------ | ------ |
| 24.11.2000 | 18:00 | Noliko Maaseik               | 3:1   | Hagebau Tirol Volleyballteam | 25:14 | 25:21 | 22:25 | 25:12 |   |        | raport |
| 24.11.2000 | 20:00 | Tarragona SPiSP              | 3:0   | Pafiakos Pafos               | 25:19 | 25:23 | 25:23 |       |   |        | raport |
| 25.11.2000 | 18:00 | Hagebau Tirol Volleyballteam | 3:1   | Tarragona SPiSP              | 22:25 | 25:16 | 25:23 | 25:18 |   |        | raport |
| 25.11.2000 | 20:00 | Pafiakos Pafos               | 0:3   | Noliko Maaseik               | 15:25 | 17:25 | 6:25  |       |   |        | raport |
| 26.11.2000 | 12:00 | Tarragona SPiSP              | 0:3   | Noliko Maaseik               | 14:25 | 23:25 | 15:25 |       |   |        | raport |
| 26.11.2000 | 14:00 | Pafiakos Pafos               | 0:3   | Hagebau Tirol Volleyballteam | 21:25 | 12:25 | 17:25 |       |   |        | raport |

#### Turniej 12
Miejsce:  Bratysława
Tabela
| Lp. | Drużyna              | Pkt | Mecze | Mecze | Mecze | Sety | Sety | Sety  | Małe punkty | Małe punkty | Małe punkty |
| Lp. | Drużyna              | Pkt | M     | W     | P     | wyg. | prz. | ratio | zdob.       | str.        | ratio       |
| --- | -------------------- | --- | ----- | ----- | ----- | ---- | ---- | ----- | ----------- | ----------- | ----------- |
| 1   | Esmoriz GC           | 4   | 2     | 2     | 0     | 6    | 2    | 3.000 | 187         | 154         | 1.214       |
| 2   | VKP Bratislava       | 3   | 2     | 1     | 1     | 5    | 3    | 1.667 | 179         | 168         | 1.065       |
| 3   | Anorthosis Famagusta | 2   | 2     | 0     | 2     | 0    | 6    | 0.000 | 106         | 150         | 0.707       |

Źródło: CEV (ang.)
Zasady ustalania kolejności: 1. liczba zdobytych punktów; 2. wyższy stosunek setów; 3. wyższy stosunek małych punktów.
Punktacja: zwycięstwo – 2 pkt; porażka – 1 pkt
Uwaga: Mosjøen VBK wycofał się z rozgrywek.
Wyniki
| Data       | Godz. | Drużyna 1            | Wynik | Drużyna 2            | 1     | 2     | 3     | 4     | 5     | Widzów | *      |
| ---------- | ----- | -------------------- | ----- | -------------------- | ----- | ----- | ----- | ----- | ----- | ------ | ------ |
| 24.11.2000 | 18:00 | Anorthosis Famagusta | 0:3   | Esmoriz GC           | 15:25 | 23:25 | 12:25 |       |       | 50     | raport |
| 25.11.2000 | 18:00 | VKP Bratislava       | 3:0   | Anorthosis Famagusta | 25:16 | 25:22 | 25:18 |       |       | 200    | raport |
| 26.11.2000 | 18:00 | Esmoriz GC           | 3:2   | VKP Bratislava       | 25:21 | 25:18 | 25:27 | 22:25 | 15:13 | 300    | raport |

### Faza główna

#### 1/8 finału
| Data                                   | Godz. | Drużyna 1               | Wynik | Drużyna 2                             | 1     | 2     | 3     | 4     | 5     | Małe punkty | Widzów | *      |
| -------------------------------------- | ----- | ----------------------- | ----- | ------------------------------------- | ----- | ----- | ----- | ----- | ----- | ----------- | ------ | ------ |
| 09.01.2001                             | 20:00 | Bossini Montichiari     | 3:1   | Budvanska Rivijera Budva              | 25:16 | 25:5  | 28:30 | 25:19 |       |             | 1000   | raport |
| 16.01.2001                             | 18:00 | Bossini Montichiari     | 3:1   | Budvanska Rivijera Budva              | 25:16 | 19:25 | 25:22 | 25:21 |       | 1650        | raport |        |
| 09.01.2001                             | 20:00 | Milicionar Belgrad      | 2:3   | Tourcoing LM                          | 23:25 | 25:21 | 23:25 | 25:19 | 12:15 |             | 830    | raport |
| 17.01.2001                             | 20:00 | Milicionar Belgrad      | 1:3   | Tourcoing LM                          | 25:17 | 15:27 | 18:25 | 20:25 |       | 2200        | raport |        |
| 10.01.2001                             | 21:00 | Esmoriz GC              | 0:3   | Amber Antwerpen                       | 18:25 | 20:25 | 21:25 |       |       |             | 200    | raport |
| 17.01.2001                             | 20:30 | Esmoriz GC              | 2:3   | Amber Antwerpen                       | 19:25 | 20:25 | 25:23 | 27:25 | 12:15 | 500         | raport |        |
| 09.01.2001                             | 19:30 | Bayer Wuppertal         | 0:3   | Lube Banca Marche Macerata            | 19:25 | 22:25 | 20:25 |       |       |             | 1050   | raport |
| 17.01.2001                             | 20:30 | Bayer Wuppertal         | 0:3   | Lube Banca Marche Macerata            | 18:25 | 23:25 | 18:25 |       |       | 925         | raport |        |
| 10.01.2001                             | 19:00 | AO Orestiada            | 3:2   | Noliko Maaseik                        | 25:18 | 14:25 | 25:22 | 24:26 | 15:13 |             | 1050   | raport |
| 17.01.2001                             | 20:30 | AO Orestiada            | 0:3   | Noliko Maaseik                        | 18:25 | 19:25 | 16:25 |       |       | 2000        | raport |        |
| 11.01.2001                             | 20:00 | Stade Poitevin Poitiers | 3:2   | Iskra-RWSN Odincowo                   | 25:18 | 25:22 | 22:25 | 23:25 | 15:10 |             | 2100   | raport |
| 16.01.2001                             | 18:30 | Stade Poitevin Poitiers | 3:1   | Iskra-RWSN Odincowo                   | 18:25 | 25:21 | 25:16 | 31:29 |       |             | raport |        |
| 11.01.2001                             | 17:15 | ESS Falck Pärnu         | 1:3   | Nieftjanik Jarosław                   | 25:17 | 23:25 | 21:25 | 10:25 |       |             |        | raport |
| 17.01.2001                             | 18:00 | ESS Falck Pärnu         | 1:3   | Nieftjanik Jarosław                   | 13:25 | 25:23 | 22:25 | 25:19 |       | 1200        | raport |        |
| 10.01.2001                             | 20:30 | Casa Modena Unibon      | 3:0   | Galaxia Jurajska AZS Bank Częstochowa | 25:21 | 25:22 | 25:17 |       |       |             | 2000   | raport |
| 17.01.2001                             | 19:00 | Casa Modena Unibon      | 3:0   | Galaxia Jurajska AZS Bank Częstochowa | 25:22 | 25:22 | 25:23 |       |       | 4000        | raport |        |
| Po lewej gospodarze pierwszych meczów. |       |                         |       |                                       |       |       |       |       |       |             |        |        |

#### Ćwierćfinały
| Data                                   | Godz. | Drużyna 1           | Wynik | Drużyna 2                  | 1     | 2     | 3     | 4     | 5     | Małe punkty | Widzów | *      |
| -------------------------------------- | ----- | ------------------- | ----- | -------------------------- | ----- | ----- | ----- | ----- | ----- | ----------- | ------ | ------ |
| 07.02.2001                             | 20:00 | Bossini Montichiari | 2:3   | Tourcoing LM               | 25:21 | 13:25 | 20:25 | 26:24 | 12:15 |             | 800    | raport |
| 14.02.2001                             | 20:00 | Bossini Montichiari | 3:0   | Tourcoing LM               | 25:18 | 25:22 | 25:21 |       |       | 2300        | raport |        |
| 07.02.2001                             | 20:30 | Amber Antwerpen     | 1:3   | Lube Banca Marche Macerata | 21:25 | 25:23 | 10:25 | 18:25 |       |             | 1000   | raport |
| 14.02.2001                             | 20:30 | Amber Antwerpen     | 1:3   | Lube Banca Marche Macerata | 19:25 | 20:25 | 25:18 | 21:25 |       | 650         | raport |        |
| 07.02.2001                             | 20:30 | Noliko Maaseik      | 3:1   | Stade Poitevin Poitiers    | 21:25 | 25:17 | 25:20 | 25:18 |       |             | 2000   | raport |
| 13.02.2001                             | 20:00 | Noliko Maaseik      | 3:2   | Stade Poitevin Poitiers    | 17:25 | 25:18 | 22:25 | 25:23 | 15:13 | 2000        | raport |        |
| 07.02.2001                             | 18:00 | Nieftjanik Jarosław | 3:1   | Casa Modena Unibon         | 23:25 | 25:18 | 25:20 | 28:26 |       | 187:194     | 1200   | raport |
| 14.02.2001                             | 20:30 | Nieftjanik Jarosław | 1:3   | Casa Modena Unibon         | 14:25 | 30:28 | 17:25 | 25:27 |       | 187:194     | 2056   | raport |
| Po lewej gospodarze pierwszych meczów. |       |                     |       |                            |       |       |       |       |       |             |        |        |

### Turniej finałowy
Miejsce: Palazzetto dello Sport, Sansepolcro (Arezzo)

#### Półfinały
| Data       | Godz. | Drużyna 1           | Wynik | Drużyna 2                  | 1     | 2     | 3     | 4     | 5 | Widzów | *      |
| ---------- | ----- | ------------------- | ----- | -------------------------- | ----- | ----- | ----- | ----- | - | ------ | ------ |
| 17.03.2001 | 18:00 | Bossini Montichiari | 0:3   | Lube Banca Marche Macerata | 17:25 | 20:25 | 22:25 |       |   | 1750   | raport |
| 17.03.2001 | 15:00 | Noliko Maaseik      | 1:3   | Casa Modena Unibon         | 21:25 | 22:25 | 25:23 | 23:25 |   | 1250   | raport |

#### Mecz o 3. miejsce
| Data       | Godz. | Drużyna 1           | Wynik | Drużyna 2      | 1     | 2     | 3     | 4 | 5 | Widzów | *      |
| ---------- | ----- | ------------------- | ----- | -------------- | ----- | ----- | ----- | - | - | ------ | ------ |
| 18.03.2001 | 15:00 | Bossini Montichiari | 0:3   | Noliko Maaseik | 27:29 | 16:25 | 19:25 |   |   | 1700   | raport |

#### Finał
| Data       | Godz. | Drużyna 1                  | Wynik | Drużyna 2          | 1     | 2     | 3     | 4 | 5 | Widzów | *      |
| ---------- | ----- | -------------------------- | ----- | ------------------ | ----- | ----- | ----- | - | - | ------ | ------ |
| 18.03.2001 | 18:00 | Lube Banca Marche Macerata | 3:0   | Casa Modena Unibon | 25:21 | 25:20 | 25:22 |   |   | 2750   | raport |

## Klasyfikacja końcowa
| Miejsce | Drużyna                    |
| ------- | -------------------------- |
| 1.      | Lube Banca Marche Macerata |
| 2.      | Casa Modena Unibon         |
| 3.      | Noliko Maaseik             |
| 4.      | Bossini Montichiari        |